# Lagenandra
Lagenandra é um género botânico pertencente à família Araceae.

## Espécies
- Lagenandra bogneri de Wit
- Lagenandra dewitii Crusio and de Graaf
- Lagenandra erosa de Wit
- Lagenandra gomezii (Schott) Bogner and Jacobsen
- Lagenandra insignis Trimen
- Lagenandra jacobseni de Wit
- Lagenandra keralensis Sivadasan and Jaleel
- Lagenandra koenigii (Schott) Thwaites
- Lagenandra lancifolia (Schott) Thwaites
- Lagenandra meeboldii (Engler) C.E.C. Fischer
- Lagenandra nairii Ramamurthy and Rajan
- Lagenandra ovata (L.) Thwaites
- Lagenandra praetermissa de Wit and Nicolson
- Lagenandra thwaitesii Engler
- Lagenandra toxicaria Dalzell
- Lagenandra undulata Sastry